# Provincia de Chacabuco
La Provincia de Chacabuco se ubica al norte de la Región Metropolitana de Santiago, tiene una superficie de 2.076,1 km² y posee una población según el Censo 2025 de 362 884 habitantes. La población masculina es de 180 363 personas y la femenina, de 182 521 (índice de masculinidad: 99,03). La capital provincial es la ciudad de Colina.

## Economía
En 2018, la cantidad de empresas registradas en la provincia de Chacabuco fue de 7.784. El Índice de Complejidad Económica (ECI) en el mismo año fue de 0,62, mientras que las actividades económicas con mayor índice de Ventaja Comparativa Revelada (RCA) fueron Reparación de Generadores de Vapor, excepto Calderas de Agua Caliente para Calefacción (33,4), Envasado de Agua Mineral Natural, de Manantial y Potable Preparada (25,07) y Venta al por Mayor de Maquinaria para la Construcción (24,05).

## Comunas pertenecientes a la provincia de Chacabuco
La provincia está constituida por 3 comunas: 
- Colina
- Lampa
- Tiltil

|                         |
| Plaza central de Colina |

|                                 |
| Desarrollo urbanístico en Lampa |

## Autoridades
Las autoridades son nombradas directamente por el Presidente de la República y se mantienen en su cargo mientras cuenten con su confianza.

### Gobernador Provincial (1983-2021)

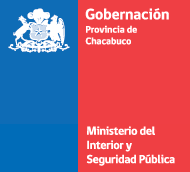
Logotipo de la Gobernación de la Provincia de Chacabuco hasta 2021.

Los siguientes fueron los gobernadores provinciales de Chacabuco.
| Gobernador(a)                       | Partido                    | Partido                    | Inicio                  | Final                   | Presidente(a) | Presidente(a)           |
| ----------------------------------- | -------------------------- | -------------------------- | ----------------------- | ----------------------- | ------------- | ----------------------- |
| Carlos Parera                       |                            | Militar                    | junio de 1983           | diciembre de 1985       |               | Augusto Pinochet        |
| Titular(es) desconocido(s)          | Titular(es) desconocido(s) | Titular(es) desconocido(s) | diciembre de 1985       | 11 de marzo de 1990     |               | Augusto Pinochet        |
| Fernando José Mercedes Plaza Aranda |                            | PDC                        | 11 de marzo de 1990     | 11 de marzo de 1994     |               | Patricio Aylwin         |
| Patricio Rosende Lynch              |                            | PPD                        | 11 de marzo de 1994     | 11 de marzo de 2000     |               | Eduardo Frei Ruíz-Tagle |
| Pablo Atenas Valenzuela             |                            | PDC                        | 11 de marzo de 2000     | 29 de diciembre de 2000 |               | Ricardo Lagos           |
| Loreto Amunátegui Barros            |                            | PPD                        | 29 de diciembre de 2000 | 11 de marzo de 2006     |               | Ricardo Lagos           |
| Iván Torres Laureda                 |                            | PDC                        | 11 de marzo de 2006     | 10 de junio de 2008     |               | Michelle Bachelet       |
| Isidoro Guitlitz Assael             |                            | PDC                        | 10 de junio de 2008     | 23 de enero de 2009     |               | Michelle Bachelet       |
| Nicolás Pavez Cuevas                |                            | PDC                        | 23 de enero de 2009     | 17 de marzo de 2010     |               | Michelle Bachelet       |
| Angélica Antimán Palma              |                            | UDI                        | 17 de marzo de 2010     | 11 de marzo de 2014     |               | Sebastián Piñera        |
| Adela Bahamondes Fuentealba         |                            | PPD                        | 11 de marzo de 2014     | 11 de marzo de 2018     |               | Michelle Bachelet       |
| Javier Maldonado Correa             |                            | Evópoli                    | 11 de marzo de 2018     | 14 de julio de 2021     |               | Sebastián Piñera        |

### Delegado Presidencial Provincial (Desde 2021)

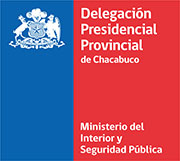
Logotipo de la Delegación Presidencial Provincial de Chacabuco desde 2021.

Nuevo cargo que reemplaza la figura de Gobernador provincial.
| Delegado(a)               | Partido | Partido                | Inicio              | Final                  | Presidente(a) | Presidente(a)    |
| ------------------------- | ------- | ---------------------- | ------------------- | ---------------------- | ------------- | ---------------- |
| Javier Maldonado Correa   |         | Evópoli                | 14 de julio de 2021 | 15 de julio de 2021    |               | Sebastián Piñera |
| Mario Olavarría Rodríguez |         | UDI                    | 15 de julio de 2021 | 11 de marzo de 2022    |               | Sebastián Piñera |
| Giordano Delpin Pino      |         | RD                     | 11 de marzo de 2022 | 9 de diciembre de 2024 |               | Gabriel Boric    |
| Giordano Delpin Pino      | FA      |                        | 11 de marzo de 2022 | 9 de diciembre de 2024 |               | Gabriel Boric    |
| Andrés Hidalgo Leiva      |         | 9 de diciembre de 2024 | En el cargo         |                        |               | Gabriel Boric    |